# Chlothar IV.
Chlothar IV. (* vielleicht 685; † 719) war merowingischer Frankenkönig in Austrasien von 717 bis 719.
Chlothar gehörte zwar ziemlich sicher zur Familie der Merowinger, es ist jedoch unbekannt, wer sein Vater war. Denkbar wäre, dass entweder Theuderich III. oder Childebert III. sein Vater ist.
Die Auseinandersetzungen zwischen Plektrudis, Karl Martell und Raganfrid, die bereits die Regierung seines Vorgängers Dagobert III. belastet hatten, setzten sich auch unter Chlothar fort. Karl Martell besiegte bei Vinchy seinen merowingischen Gegenspieler Chilperich II. und dessen Hausmeier Raganfrid (21. März 717). Daraufhin erhob er Chlothar IV. zum Gegenkönig. Chlothar, der völlig von Karl abhängig war, starb aber bereits 719. Da zu diesem Zeitpunkt Raganfrid nach einem entscheidenden Sieg in der Schlacht bei Soissons (718/19) ungefährlich geworden war, verzichtete er auf die erneute Erhebung eines Gegenkönigs und erkannte Chilperich nunmehr an. 